# Novosokolniki
Novosokolniki (Russisch: Новосокольники) is een stad in het zuiden van de Russische oblast Pskov. Het aantal inwoners ligt rond de 9.500. Novosokolniki is tevens het centrum van het gelijknamige bestuurlijke rayon. Novosokolniki ligt 287 kilometer ten zuidoosten van Pskov, en 20 kilometer ten westen van Velikije Loeki. De stad ligt aan de rivier Maly Oedraj.
De stad ligt op het punt waar de spoorlijnen Moskou - Riga en Sint-Petersburg - Kiev elkaar kruisen. De stad ligt ook aan de M/9.
Novossokolnki ontstond in 1901 als nederzetting bij de aanleg van de spoorlijn Moskou - Riga. Novosokolnki kreeg stadstatus in 1925. De naam is ontleend aan het dorpje Sokolniki, dat op tien kilometer ligt van het huidige Novosokolniki.
Bestuurlijk centrum: Pskov 

Dno · Gdov · Nevel ·Novorzjev · Novosokolniki · Opotsjka · Ostrov · Petsjory · Porchov · Poestosjka · Pytalovo · Sebezj · Velikieje Loeki